# Aric Almirola
Aric Michael Almirola (* 14. März 1984 in Tampa, Florida) ist ein US-amerikanischer NASCAR-Rennfahrer. Er fährt teilzeit in der Xfinity Series.

## Karriere

### Frühe Jahre
Almirola begann mit dem Rennfahren im Alter von acht Jahren auf Go-Karts. Mit 14 Jahren absolvierte er nationale Rennen. Im Debütrennen im Rahmen der World Karting Association erzielte er direkt die Pole-Position und beendete die Meisterschaft als Vierter. Zwei Jahre später wechselte er zu den sogenannten „Modifieds“ und erzielte in diversen Rennserien die Auszeichnung als Rookie of the Year.
Zur Saison 2002 wechselte Almirola in die NASCAR Sun Belt Weekly Racing Division und wurde am Ende der Saison Zweiter in der Rookie-Wertung. In der darauffolgenden Saison 2003 startete er fünfmal von der Pole-Position. Im Jahr 2004 nahm er am „Drive for Diversity“-Programm der NASCAR teil und unterzeichnete einen Vertrag bei Joe Gibbs Racing als Nachwuchsfahrer. In dieser Saison fuhr er die Rennen auf dem Ace Speedway und gewann zwei davon, so dass er am Ende in der Meisterschaft auf Platz elf lag. In der Saison 2005 gewann er fünf weitere Rennen auf dem Speedway. Zudem gab er sein Debüt in der Craftsman Truck Series für Morgan-Dollar Motorsports. In den vier Rennen, in denen er antrat, erzielte Almirola zwei Top-10-Ergebnisse.

### Joe Gibbs Racing (2006–2007)
In der Saison 2006 fuhr Almirola den Chevrolet mit der Startnummer 75 für Spears Motorsports in der Craftsman Truck Series im Rahmen des Nachwuchsprogramms von Joe Gibbs Racing. Im Verlauf der Saison erzielte er drei Top-10-Platzierungen mit einem neunten Platz als bestes Ergebnis. Zudem fuhr er neun Rennen in der Busch Series für Joe Gibbs Racing in der Startnummer 19. Sein bestes Ergebnis war ein elfter Platz auf dem Dover International Speedway. Weiterhin war er Testfahrer für J. J. Yeley und Denny Hamlin, während sie Terminüberschneidungen im Nextel Cup und der Busch Series hatten.
In der Saison 2007 fuhr Almirola insgesamt 18 Rennen in der Busch Series in den Wagen mit den Startnummern 18 und 20 für Joe Gibbs Racing. Gleich beim ersten Saisonrennen, dem Orbitz 300 auf dem Daytona International Speedway holte er sich die zweite, offizielle Pole-Position in einer der Top-Divisionen der NASCAR – die erste Pole-Position erzielte er 2006 in Milwaukee, musste den Wagen für das Rennen allerdings an Denny Hamlin abgeben. Auch in dieser Saison erzielte Almirola erneut die Pole-Position in Milwaukee, da jedoch Hamlin nicht rechtzeitig zum Start des Rennens erschien, durfte er selbst zum Start des Rennens antreten. In Runde 59 übernahm Hamlin das Steuer, als Almirola zu dieser Zeit auf Platz drei lag. Hamlin gewann das Rennen, allerdings wurde der Almirola der Sieg zugesprochen, da er das Rennen begonnen hatte. Am Ende der Saison belegte er Platz 29 in der Meisterschaft.
Ebenfalls gab Almirola in der Saison 2007 sein Debüt im Nextel Cup beim UAW-DaimlerChrysler 400 in Las Vegas, welches er auf Platz 41 beendete.

### Dale Earnhardt, Inc. (2007–2009)
Unter anderem aufgrund des Vorfalls in Milwaukee entschied sich Almirola Joe Gibbs Racing zu verlassen. Noch in der Saison 2007 fuhr er fünf weitere Rennen im Nextel Cup für sein neues Team Ginn Racing beziehungsweise nach dessen Verkauf für Dale Earnhardt, Inc. Bestes Ergebnis war ein 26. Platz. Für die Saison 2008 im Sprint Cup wurde Almirola als Fahrer der Startnummer 8 neben Mark Martin gesetzt, die sich den Wagen teilen. Sein bestes Ergebnis zur Saisonhalbzeit war ein achter Platz beim Food City 500 in Bristol. Später in der Saison folgte ein dritter Platz auf dem Martinsville Speedway.
In der Saison 2009 war geplant mit der Startnummer 8 die komplette Saison zu bestreiten. Nach dem siebten Saisonrennen musste das Team jedoch aus Geldmangel geschlossen werden.